# 진 웹스터
진 웹스터(Jean Webster, 1876년 7월 24일 ~ 1916년 6월 11일)는 미국의 아동 문학가이다.

## 생애
아버지는 출판업자였고 어머니는 마크 트웨인의 조카였다. 1901년 배서 칼리지에서 경제학과 영어영문학을 복수전공하여 학사 학위를 취득하였다. 대학 재학 중에 소설가 생활을 시작했다.
1912년 '제루샤 에벗'이라는 명랑한 성격의 소녀가 고아원에서 생활하고 대학에 입학하는 과정을 그린 편지체 소설 《키다리 아저씨》를 발표하여 유명해졌다. 이 소설은 여러 나라 언어로 번역되어 어린이들에게 깊은 감동을 주고 있다. 작품으로 《키다리 아저씨》,《패티의 대학 시절》등이 있다.

## 어린 시절
앨리스 제인 챈들러 웹스터는 뉴욕의 프레도니아에서 태어났다. 그녀는 Annie Moffet Webster와 Charles Luther Webster의 장녀였다. 그녀는 모계가 강하고 활동적인 환경에서 어린 시절을 보냈고, 그녀의 증조할머니, 할머니, 그리고 어머니 모두 한 지붕 아래에서 살았다. 그녀의 증조할머니는 금주 운동을, 그녀의 할머니는 인종 평등과 여성 참정권 문제를 연구했다.
앨리스의 어머니는 마크 트웨인의 조카딸이었고, 그녀의 아버지는 트웨인의 사업 매니저였고, 그 후 찰스 L이 쓴 많은 책을 출판했다. 웹스터와 회사는 1884년에 설립되었다. 처음에 사업은 성공적이었고 앨리스가 5살이었을 때 가족은 뉴욕의 큰 갈색 돌로 이사했고 롱아일랜드에 여름 집이 있었다. 그러나 출판사는 어려움에 부딪혔고 마크 트웨인과의 관계는 점점 악화되었다. 1888년, 그녀의 아버지는 고장이 나서 휴가를 냈고, 가족들은 다시 프레도니아로 이사를 갔다. 그는 그 후 1891년 약물 과다 복용으로 자살했다.
앨리스는 프레도니아 사범학교를 다녔고 1894년에 중국 회화로 졸업했다. 1894년부터 1896년까지, 그녀는 코트 가 269번지에 있는 레이디 제인 그레이 학교에 다녔다. 학교의 구체적인 주소는 수수께끼였다.빙엄턴에서 하숙인으로. 그녀가 그곳에 있는 동안, 학교는 약 20명의 소녀들에게 학업, 음악, 미술, 편지쓰기, 딕션 그리고 매너를 가르쳤다. 레이디 제인 그레이 스쿨은 웹스터의 소설 저스트 패티(Just Patty)에서 학교의 레이아웃, 방 이름(Sky Parlour, Paradise Alley), 교복, 소녀들의 일과표와 선생님 등 학교의 많은 세부 사항에 영감을 주었다. Alice가 Jean으로 알려지게 된 것은 학교에서였다. 그녀의 룸메이트도 앨리스라고 불렸기 때문에, 학교는 그녀가 다른 이름을 사용할 수 있는지 물었다. 그녀는 자신의 중간 이름을 변형한 "장"을 선택했다. Jean은 1896년 6월에 학교를 졸업하고 대학 부문에서 1년 동안 Fredonia Normal School로 돌아갔다.

## 대학 시절
1897년 웹스터는 1901년 바사 칼리지에 입학했다. 영어와 경제학을 전공한 그녀는 복지와 형벌 개혁 과목을 수강했고 사회 문제에 관심을 갖게 되었다. 그녀의 과정의 일부로 그녀는 "결핍하고 궁핍한 아이들"을 위한 기관들을 방문했다. 그녀는 뉴욕의 가난한 지역 사회에 봉사하는 대학 정착촌에 참여하게 되었고, 그녀는 평생 동안 관심을 유지했다. 바사르에서의 그녀의 경험은 패티가 대학에 갔을 때와 대디-롱-레그스(Daddy-Long-Legs)라는 책에 자료를 제공했다. 웹스터는 1914년 크랩시가 사망할 때까지 그녀의 친구로 남아있던 미래의 시인 애들레이드 크랩시와 긴밀한 우정을 시작했다.
그녀는 크랩시와 함께 글쓰기, 드라마, 정치를 포함한 많은 과외 활동에 참여했다. 웹스터와 크래시는 사회주의자 후보 유진 5세를 지지했다. 1900년 대통령 선거 당시 데브는 여성으로서 투표할 수 없었다. 그녀는 바사르 미스첼라니의 기사를 기고했으며 2학년 영어 수업의 일환으로 포킵시 선데이 택배를 위해 바사르 뉴스와 이야기를 매주 칼럼으로 쓰기 시작했다. 웹스터는 그녀가 "영어로는 상어"라고 말했지만, 그녀의 철자는 꽤 괴팍했다고 알려졌고, 겁에 질린 선생님이 그녀의 권위자에게 철자 오류를 요청했을 때, 그녀는 동명의 사전 이름에 대한 연극인 "웹스터"라고 답했다.
웹스터는 3학년 때 프랑스와 영국을 방문하면서 유럽에서 한 학기를 보냈지만, 로마, 나폴리, 베니스, 피렌체를 방문하는 등 이탈리아를 주요 목적지로 삼았다. 그녀는 두 명의 바사르 동료 학생들과 여행을 했고, 파리에서 평생 친구가 될 미국인인 에셀린 맥키니와 레나 와인스타인을 만났다. 이탈리아에 있는 동안 웹스터는 그녀의 선임 경제학 논문 "이탈리아의 파우퍼리즘"을 연구했다. 그녀는 또한 포킵시 선데이 쿠리어를 위한 그녀의 여행에 대한 칼럼을 썼고 1901년 바사르 미스첼라니에 출판된 단편 소설 "빌라 지아니니"의 자료를 모았다. 그녀는 나중에 그것을 소설 밀 공주로 확장했다. 4학년 때 바사르로 돌아온 그녀는 그녀의 학급 연보의 문학 편집자였으며 1901년 6월에 졸업했다.

## 성년기
웹스터의 성공은 그녀의 대학 친구인 애들레이드 크랩시가 결핵으로 투병하면서 빛이 바랬고, 1914년 10월 크랩시가 사망하게 되었다. 1915년 6월, 글렌 포드 맥키니는 이혼을 허락받았고, 그와 웹스터는 9월 코네티컷주 워싱턴에서 조용한 결혼식을 올렸다. 그들은 캐나다 퀘벡시 근처의 맥키니 캠프에서 신혼여행을 했고, 자신을 초대한 시어도어 루스벨트 전 대통령이 방문했다. "저는 항상 장 웹스터를 만나고 싶었다. 선실에 칸막이를 설치할 수 있다."
미국으로 돌아온 신혼부부는 센트럴 파크가 내려다보이는 웹스터의 아파트와 뉴욕 더치스 카운티에 있는 맥키니의 티모르 농장을 공유했다. 1915년 11월, 대디 롱 레그의 속편인 디어 에너미가 출판되었고, 그것은 또한 베스트셀러가 되었다. 또한 형식상 서간으로, 주디가 자란 고아원의 교육감이 되는 주디의 대학 친구의 모험을 기록한다. 웹스터는 임신을 했고 가족 전통에 따라 그녀의 임신이 위험할 수도 있다는 경고를 받았다. 그녀는 입덧으로 심하게 고통을 받았지만 1916년 2월이 되자 기분이 나아졌고 고아원 개혁과 여성 참정권에 대한 사회 행사, 감옥 방문, 회의 등 많은 활동으로 돌아갈 수 있었다. 그녀는 또한 스리랑카를 배경으로 한 책과 연극을 시작했다. 그녀의 친구들은 그녀가 더 행복해하는 것을 본 적이 없다고 말했다.

## 주제
진 웹스터는 정치적, 사회적으로 활발한 활동을 했고, 종종 그녀의 책에 사회 정치적 관심사를 포함시켰다.

## 우생학과 유전학
우생학 운동은 장 웹스터가 그녀의 소설을 쓸 때 화제가 되었다. 특히 Richard L. 당시 쥬크 가문에 관한 더그데일의 1877년 저서와 칼리카크 가문에 대한 헨리 고다드의 1912년 연구가 널리 읽혔다. 웹스터의 디어 에너미는 어느 정도 인정하는 듯이 책을 언급하고 요약하지만, 주인공 샐리 맥브라이드는 아이들이 양육 환경에서 자란다면 궁극적으로 "유전에 한 가지가 있다고 믿지 않는다"고 선언한다. 그럼에도 불구하고, 당대의 지성인들이 일반적으로 받아들이는 '과학적 진리'의 개념으로서의 우생학은 소설 속에서 등장한다.

## 제도개혁
대학 시절부터 웹스터는 개혁 운동에 참여했으며 고아원 방문, 의존 아동을 위한 기금 모금, 입양 준비를 포함한 주 자선 단체 지원 협회의 회원이었다. Dear Enemy에서 그녀는 웹스터가 방문했던 오두막에 기반을 둔 고아원인 플레전트빌 코티지 스쿨을 모델로 지명한다.

## 여성문제
진 웹스터는 여성의 참정권과 여성을 위한 교육을 지지했다. 그녀는 여성들을 위한 투표를 지지하는 행진에 참여했고, 바사르에서 그녀의 교육의 혜택을 받은 후에도 그녀는 대학에 적극적으로 참여했다. 그녀의 소설들은 또한 여성을 위한 교육에 대한 생각을 장려했고, 그녀의 주요 인물들은 여성의 참정권을 명시적으로 지지했다.

## 사망
1916년 6월 10일 오후, 진 웹스터는 뉴욕의 슬론 여성 병원에 들어갔다. 프린스턴 대학에서의 25번째 재회에서 회상한 글렌 맥키니는 웹스터가 10시 30분에 6.5파운드의 딸을 출산하기 90분 전에 도착했다. 처음에는 모든 것이 잘 있었지만, 장 웹스터는 병이 들었고 1916년 6월 11일 오전 7시 30분에 출산열로 사망했다. 그녀의 딸은 그녀를 기리기 위해 진(Little Jean)이라고 이름 지었다.